# Burtjärnen (Lidens socken, Medelpad)
Burtjärnen är en sjö i Sundsvalls kommun i Medelpad och ingår i Indalsälvens huvudavrinningsområde. Sjön har en area på 0,108 kvadratkilometer och ligger 218,3 meter över havet. Sjön avvattnas av vattendraget Kvarnån (Näckån).

## Delavrinningsområde
Burtjärnen ingår i det delavrinningsområde (696713-154989) som SMHI kallar för Utloppet av Burtjärnen. Medelhöjden är 246 meter över havet och ytan är 0,76 kvadratkilometer. Räknas de 20 avrinningsområdena uppströms in blir den ackumulerade arean 151,82 kvadratkilometer. Kvarnån (Näckån) som avvattnar avrinningsområdet har biflödesordning 2, vilket innebär att vattnet flödar genom totalt 2 vattendrag innan det når havet efter 65 kilometer. Avrinningsområdet består mestadels av skog (77 procent). Avrinningsområdet har 0,11 kvadratkilometer vattenytor vilket ger det en sjöprocent på 14 procent.